# Pinanga decora
Pinanga decora är en enhjärtbladig växtart som beskrevs av Lucien Linden och Émile Rodigas. Pinanga decora ingår i släktet Pinanga och familjen Arecaceae. Inga underarter finns listade i Catalogue of Life.